# Johannes Mayerhofer

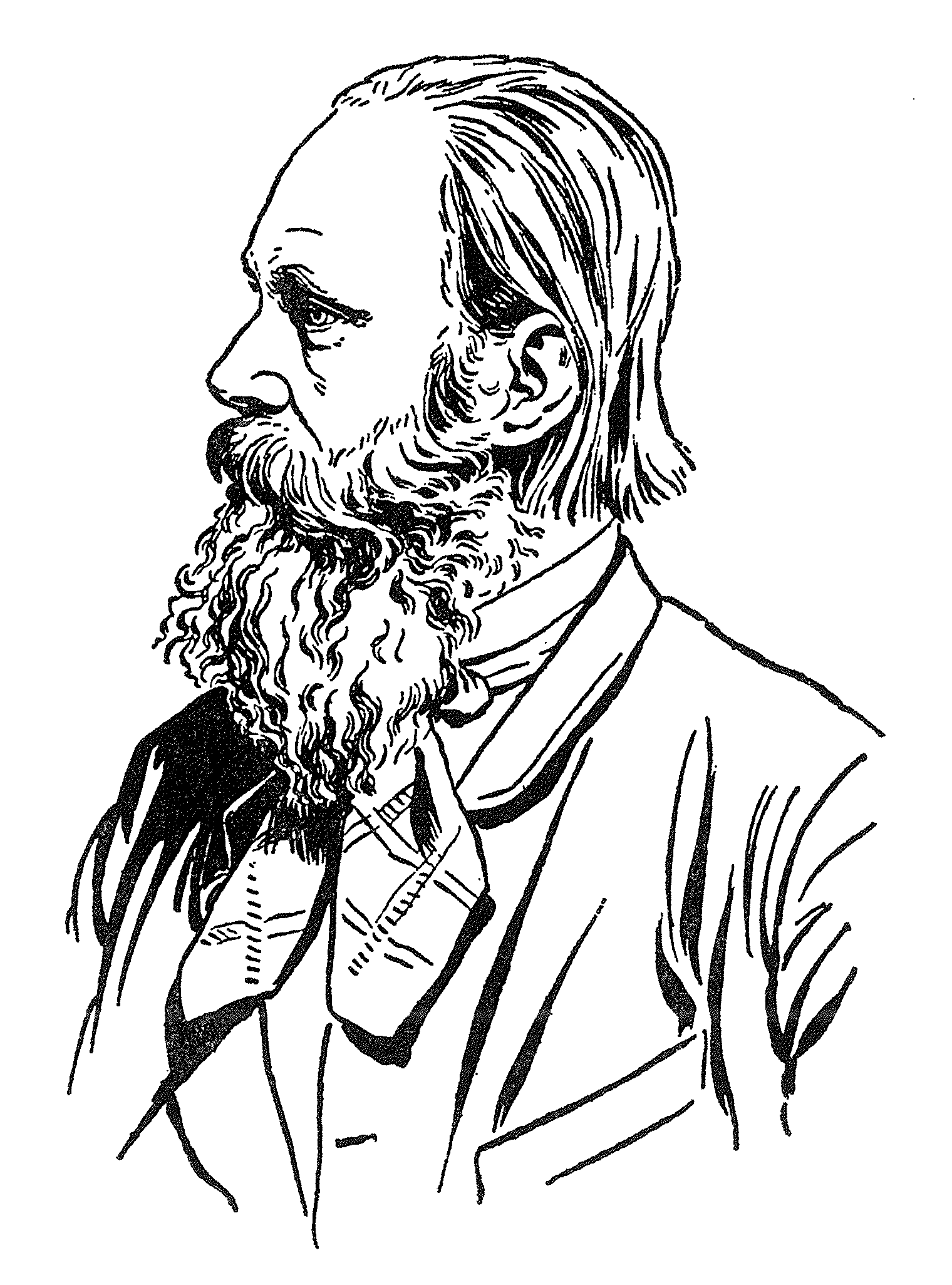
Selbstbildnis (um 1900)

Johannes Mayerhofer (* 7. November 1859 in Baden, Niederösterreich; † 9. April 1925 ebenda) war ein österreichischer akademischer Maler und Bildhauer sowie Zeitschriftenredakteur und volkskundlicher Autor. Er fertigte unter anderem Dekormalereien und Altarbilder an, verfasste und illustrierte zahlreiche Zeitschriftenbeiträge und arbeitete als Gerichtsberichterstatter.

## Leben und Karriere
Johannes Mayerhofer kam 1859 als Sohn des Fuhrwerkunternehmers und Fiakers Ferdinand Mayerhofer in Baden bei Wien zur Welt. Bereits in jungen Jahren machte sich sein Talent zum Zeichnen und Holzschnitzen bemerkbar. 1878 nahm er am Okkupationsfeldzug in Bosnien teil und fertigte Zeichnungen für reichsdeutsche Blätter an. 1881 wurde er an der Akademie der bildenden Künste Wien aufgenommen, wo er unter Josef Mathias Trenkwald studierte. Später besuchte er die Medailleurschule. Nach Studienabschluss war Mayerhofer Supplent an der Zeichen- und Modellierschule in Wien und unterrichtete unter anderem in Essegg und Steyr. Daneben führte er Restaurierungsarbeiten durch und wirkte als Dekorationsmaler sowie Bühnen- und Kostümbildner.  Zu seinen namhaftesten Schöpfungen gehörten etwa dekorative Malereien in der ehemaligen Waisenhauskirche und ein Deckengemälde im Schloss Auhof bei Türnitz.
1891 kehrte Mayerhofer nach Baden zurück, wo er Mitglied des Kunstgewerbevereins wurde und an der Mal- und Zeichenschule Vorlesungen über Perspektive und Stillehre hielt. Ein Jahr später gründete er mit den Brüdern Carl und Gustav Calliano den „Verein niederösterreichischer Landesfreunde“. Für den ersten Jahrgang der Vereinszeitschrift verfasste er mehr als ein Dutzend selbstbebilderter Beiträge, darunter „Badener Costümbilder“. In den Folgejahren schrieb er volkskundliche und kulturgeschichtliche, später nachrichtenjournalistische  Texte für verschiedene Zeitschriften und Zeitungen, am prominentesten für das Illustrirte Wiener Extrablatt. Im Dezember 1900 wurde Mayerhofer zum Kustos der niederösterreichischen Museal-Sammlungen ernannt, für die er bis 1902 hauptsächlich Trachten und Kinderspielzeug lukrierte. Zwischen 1902 und 1909 gab er die Freie Badener Bezirks-Rundschau heraus, ein politisches „Kampfblatt“, in dem er gegen Lokalgrößen wetterte.
Im Ersten Weltkrieg diente Mayerhofer als Postenkommandant der Badener Bürgerwehr. Nachdem er sowohl künstlerisch als auch schriftstellerisch in späteren Jahren wenig Nachhaltiges hinterlassen hatte, heiratete er 1918 Aloisia Flehsl. Am 9. April 1925 erlag Johannes Mayerhofer im Alter von 65 Jahren einem Herzschlag.

## Werk

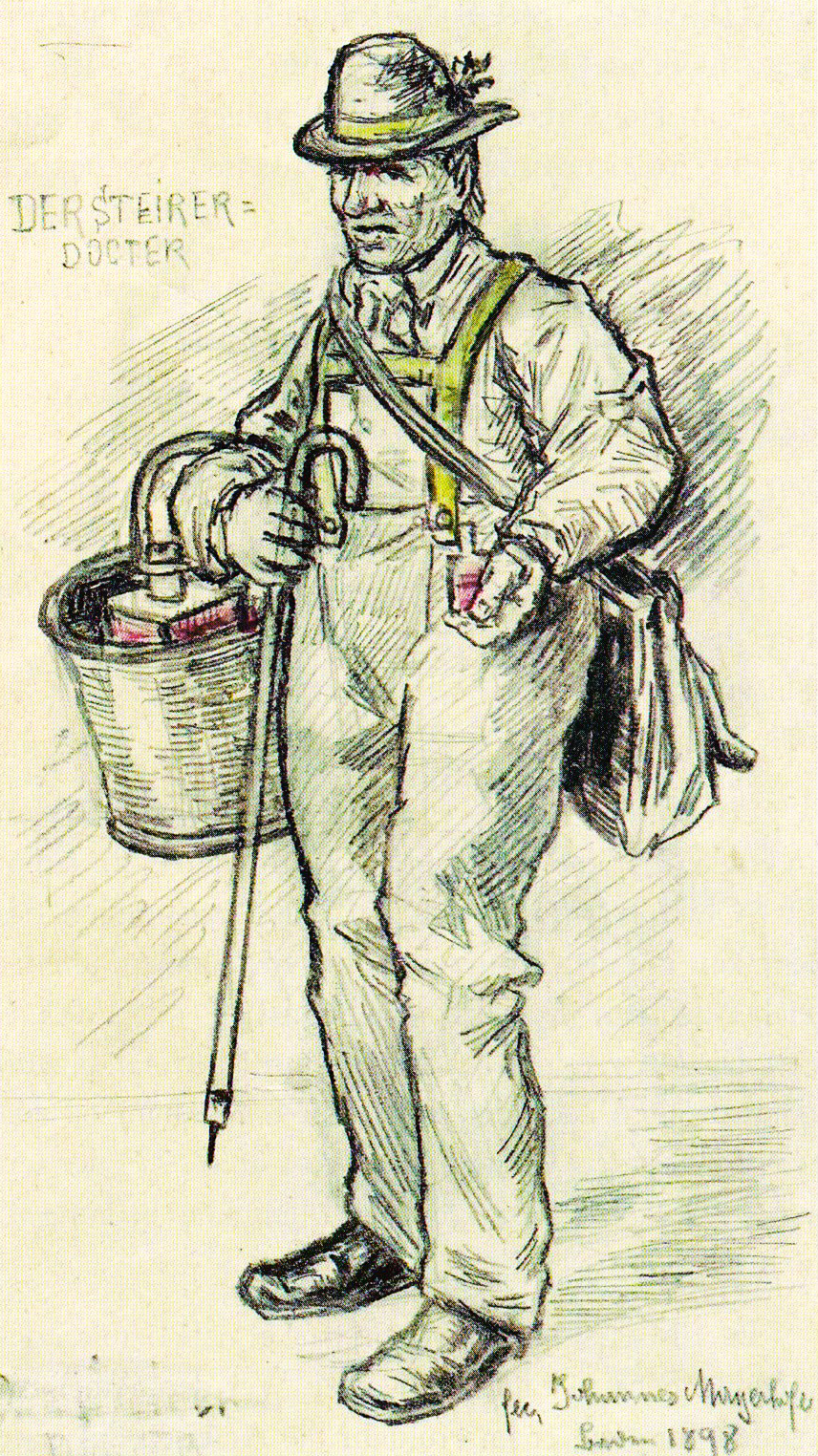
„Amasdoktor“: Illustration zu einem Artikel über die Amastrager von Hainfeld

Obwohl Johannes Mayerhofer als vielseitiger Künstler beschrieben wird, den seine Studienreisen durch mehrere Länder der Monarchie führten, erlangte sein Werk keine nachhaltige Bekanntheit. Neben zahlreichen Zeitschriftenillustrationen produzierte er Gemälde, Radierungen, Silbertreibarbeiten, Wachsreliefs, Medaillen und Denkmalsköpfe. Ein Teil seines Nachlasses, bestehend aus Skizzen- und Notizbüchern, Scherenschnitten und eigenhändig illustrierter Zeitungsartikel, wird vom Stadtarchiv Baden verwaltet. Die Stücke stammen aus zwei 1998 und 2008 angekauften Privatsammlungen sowie aus dem Antiquitätenhandel.

### Bildende Kunst
- Altarbilder in Steyr, Braunau in Böhmen
- Deckengemälde in Schloss Auhof bei Türnitz
- Dekorative Malereien in der Waisenhauskirche Alsergrund, der Altlerchenfelder Pfarrkirche und der Vorhalle der griechischen Kirche
- Bild über dem ersten Tor zur Stadtpfarrkirche Baden

### Zeitschriftenbeiträge
- ab 1892: Zeitschrift des Vereins der niederösterreichischen Landesfreunde (Redaktion, Berichte und Illustrationen)
- 1896: Zeitschrift für österreichische Volkskunde (Berichte und Illustrationen)
- 1897–1904: Illustrirtes Wiener Extrablatt (Berichte und Illustrationen)
- 1902–1909: Freie Badener Bezirks-Rundschau (Redaktion, Berichte und Illustrationen)
- Neue Volkspresse, Wiener Neustadt (Redaktion)

Außerdem verfasste Mayerhofer vier Theaterstücke.